# Rui Silva (balonmanista)
Rui Sousa Martins Silva, más conocido como Rui Silva, (Guimarães, 28 de abril de 1993) es un jugador de balonmano portugués que juega de central en el FC Oporto de la Andebol 1. Es internacional con la selección de balonmano de Portugal.
Su primer gran campeonato con la selección fue el Campeonato Europeo de Balonmano Masculino de 2020.

## Palmarés

### Sporting CP
- Copa de Portugal de balonmano (3): 2012, 2013, 2014
- Supercopa de Portugal de balonmano (1): 2014

### Oporto
- Andebol 1 (4): 2019, 2021, 2022, 2023
- Copa de Portugal de balonmano (2): 2019, 2021
- Supercopa de Portugal de balonmano (1): 2019

## Clubes
| Club         | País     | Año         |
| ------------ | -------- | ----------- |
| Xico Andebol | Portugal | 2008 - 2010 |
| Sporting CP  | Portugal | 2010 - 2015 |
| FC Oporto    | Portugal | 2015 - Act. |